# Solanocrinites
Solanocrinites Goldfuss, 1831 è un genere estinto di echinodermi, appartenente ai crinoidi. Visse tra il Giurassico superiore e il Cretaceo inferiore (Oxfordiano - Albiano, circa 160 - 112 milioni di anni fa) e i suoi resti fossili sono stati ritrovati in Europa e in Nordamerica.

## Descrizione
Questo genere di animali è noto soprattutto grazie ad alcuni esemplari magnificamente conservati provenienti dal giacimento di Cerin, in Francia. Solanocrinites doveva assomigliare molto ai comatulidi attuali e il diametro doveva essere di circa 20 centimetri. Erano presenti dieci braccia allungate e solitamente tenute in posizione ricurva, dotate di numerosi cirri, composti da articoli mineralizzati disposti in file lineari. Questi cirri si articolavano alla piastra centrodorsale e dovevano essere circa una ventina. Al termine dei cirri vi era un piccolo uncino, che probabilmente veniva utilizzato dall'animale per ancorarsi. La superficie dorsale delle braccia era appiattita nella parte iniziale, mentre la parte terminale era a sezione cilindrica e sottile. Questa caratteristica permette di distinguere Solanocrinites dai comatulidi attuali.

## Classificazione

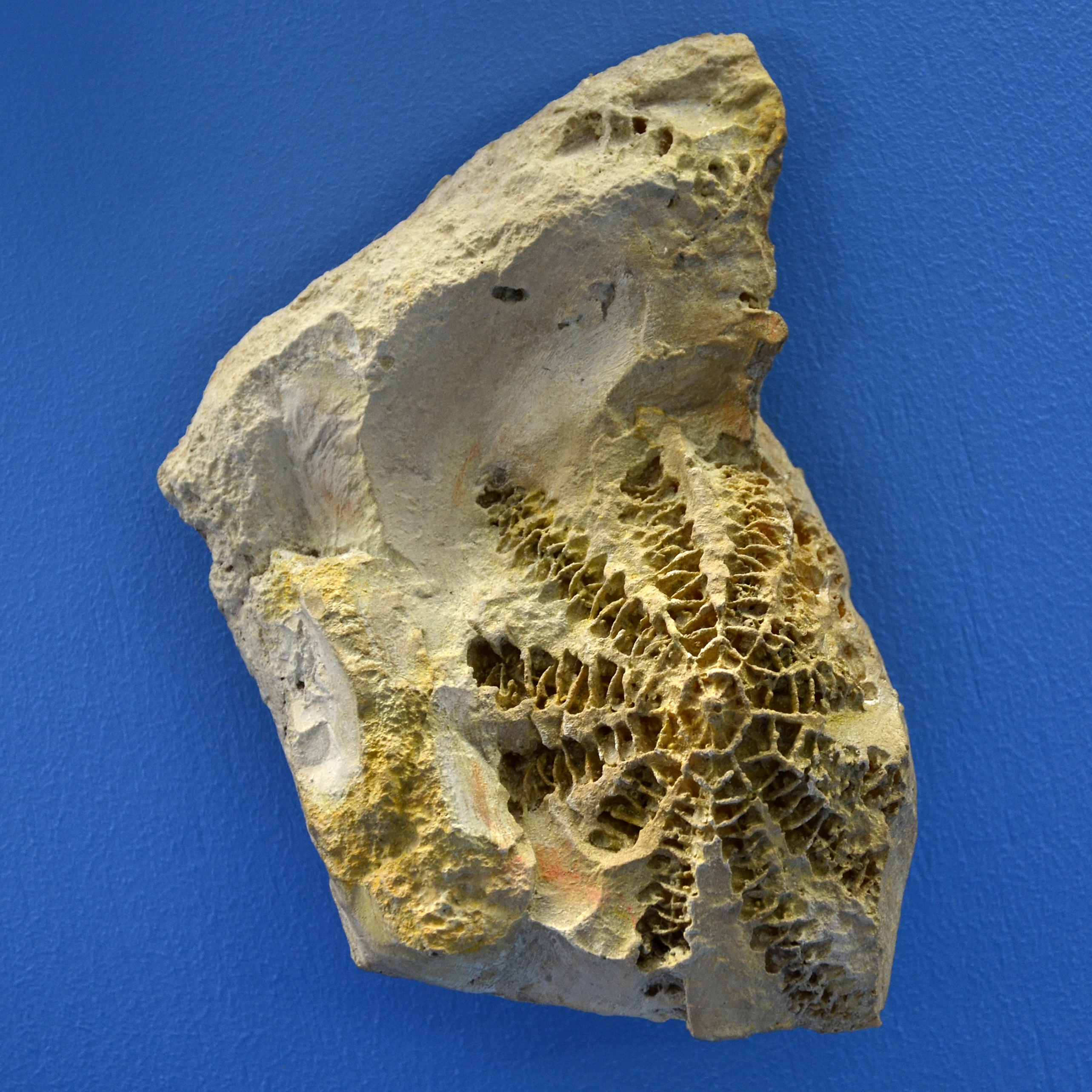
Fossile di Solanocrinites costatus

Solanocrinites venne descritto per la prima volta da Goldfuss nel 1831. Sono note varie specie, tra cui S. gresslyi e S. costatus dell'Oxfordiano della Francia, S. thiollieri del Kimmeridgiano della Francia e della Germania, S. gaioensis del Kimmeridgiano del Portogallo, S. wertheimi dell'Albiano del Texas. Un eccezionale esemplare di S. thiollieri proveniente da Cerin venne descritto da Perceval de Loriol nel 1888.
Solanocrinites appartiene ai comatulidi, un gruppo di crinoidi ancora rappresentati da forme attuali. Solanocrinites è classificato in una famiglia a sé stante (Solanocrinidae) a causa di alcune sostanziali differenze nella struttura delle braccia.

## Paleoecologia
Al contrario di molti crinoidi estinti, Solanocrinites non viveva ancorato sul fondale, ma essendo privo di stelo viveva libero, poggiandosi su fondali rocciosi poco profondi.